# Intelectualismo moral
El intelectualismo moral o el intelectualismo ético es una visión de la metaética que puntualiza que el comportamiento humano depende únicamente del conocimiento del bien y del mal: si un ser humano sabe lo que es correcto no puede hacer el mal y si lo hace es porque su conocimiento de lo que es bueno es incompleto. La formulación de esta premisa se le atribuye a Sócrates, quien fue el primero en afirmar que la excelencia (areté, en griego αρετη) es una virtud idéntica al conocimiento científico (episteme), en griego επιστημη).

## Intelectualismo moral antiguo
Sócrates desarrolló la teoría del intelectualismo moral partiendo de la base del dualismo antropológico. El intelectualismo moral socrático identifica el conocimiento como una virtud: basta el conocimiento de lo justo (la autognosis) para obrar correctamente. Siguiendo esta doctrina, las malas acciones son producto de la ignorancia o el desconocimiento y por tanto, no son voluntarias, ya que el conocimiento de lo justo sería suficiente para obrar virtuosamente.
La premisa esencial del intelectualismo moral es la siguiente: "La experiencia moral se basa en el conocimiento del bien". Solo si se conoce qué es el bien y la justicia se puede obrar justamente. Sócrates hace las siguientes consideraciones a sus conciudadanos: "Cuando uno de vosotros está enfermo no propone una votación entre los miembros de la familia para establecer qué remedio es adecuado para curar la enfermedad: ocurre más bien que llama al médico y se somete a su juicio y recomendaciones; cuando un ejército quiere derrotar al enemigo no se realiza una consulta popular para establecer el modo de atacar, es el estratega quien decide el modo de dirigir a los soldados y plantear las batallas; cuando queremos levantar un edificio no hacemos una votación para decidir el modo de construirlo, dejamos que sea el arquitecto quien imponga su criterio".
Y pregunta a continuación: "¿Por qué cuando se trata de lo más importante de todo, que es el bien de la ciudad y todas las leyes que son adecuadas para la convivencia entre los ciudadanos, dejamos que todo el mundo opine y nos sometemos a la mayoría y no llamamos a aquel que sabe?". En resumen, para el intelectualismo moral, los asuntos morales y políticos deben ser cuestiones planteadas por expertos. Esta propuesta socrática puede dar lugar a interpretaciones políticas antidemocráticas y elitistas. 
El punto de vista de Sócrates está aquejado de cierta ambigüedad: cuando pide que en la base de la moral y la política se encuentre el conocimiento, ¿a qué conocimiento se refiere? Por ejemplo, el artista sabe hacer belleza, pero es muy posible que no sepa en qué consiste la belleza, ni qué pasos concretos hay que seguir para alcanzarla. Podemos distinguir entre el saber hacer algo y el saber en qué consiste ese algo. El primer tipo es un saber entendido como destreza (bien sea corporal o espiritual) para la realización de algo, y el segundo tipo es un saber entendido como conocimiento explícito y consciente de algo (como ocurre por ejemplo en la ciencia).
Es fácil observar que estas dos formas de saber no tienen que ir necesariamente unidas. Así, el historiador o el crítico de arte pueden saber explícitamente muchas cosas relativas a la belleza, pero es muy posible que no sepan crear arte, ni belleza. Todo apunta a que Sócrates pedía un conocimiento explícito como garantía de las acciones buenas y justas. De ahí la confusión que creaba en sus interlocutores cuando les preguntaba por una definición de aquello para la que les suponía expertos. 
Este intelectualismo socrático dominó el pensamiento griego hasta la aparición de Aristóteles, quien introdujo elementos voluntaristas a la conducta moral.
Nuestras convicciones actuales parecen contrarias al intelectualismo moral, pues creemos que alguien puede saber que algo está mal y, sin embargo, realizarlo. Para el intelectualismo moral, la perfección moral es una consecuencia de la perfección del intelecto o razón. Otros autores, como Aristóteles, se acercarán más al punto de vista corriente, al considerar que el conocimiento no es condición suficiente para la conducta justa y buena. Como fundamento de la práctica moral, este autor defenderá el poder de la voluntad más que la perfección del intelecto: la conducta buena no depende tanto del conocimiento como de la disciplina de la voluntad en la realización de las acciones justas. 
Así, desde el punto de vista de Aristóteles y en contra del intelectualismo moral, cabe concluir que seguramente para ser justo es necesario saber realizar la justicia, aunque aquí esta palabra no designa un conocimiento explícito y teórico de la justicia, sino la posesión de una habilidad o disposición para la realización de acciones justas.

## Intelectualismo moral en los estoicos
El intelectualismo moral se convirtió en una doctrina filosófica clave para el estoicismo. Los estoicos defienden que el bien debe identificarse con la virtud.
Las aparentes y problemáticas consecuencias de este punto de vista son las llamadas paradojas socráticas:
- Nadie desea el mal.
- Nadie se equivoca de forma voluntaria o consciente.
- Toda virtud es conocimiento.
- La virtud es suficiente para la felicidad.

Los filósofos contemporáneos discuten que las concepciones de Sócrates de conocer la verdad y de la conducta ética puedan equipararse con las concepciones modernas, posteriores a las concepciones cartesianas del conocimiento y del intelectualismo racional.
Por lo general, los relatos estoicos sobre el cuidado del yo requerían ejercicios específicos ascéticos, destinados a garantizar que no solo se memorizara el conocimiento de la verdad, sino que se aprendiera para después integrarse al yo, en el curso de la transformación de uno mismo en una buena persona. Por lo tanto, comprender la verdad significaba conocimiento intelectual, que requería la integración de uno a la verdad universal. Y auténticamente vivirla en el habla, el corazón y la conducta de uno. 
Lograr esa difícil tarea requería un cuidado continuo de uno mismo, pero también significaba ser alguien que encarnaba la verdad. Por ello, se podía practicar fácilmente el recurso retórico (de época clásica) de parrhesia: "hablar con franqueza y pedir perdón por hablar así". Y, por extensión, practicar la moral obligación de decir la verdad por el bien común, incluso a riesgo personal. Esta antigua perspectiva moral socrática contradice la comprensión contemporánea de la verdad y el conocimiento como racional.[cita requerida]

## Otras lecturas
- Virtue Is Knowledge: The Moral Foundations of Socratic Political Philosophy, Lorraine Smith Pangle, University Of Chicago Press, 2014

- Datos: Q17011491